# Chökyi Gyaltsen

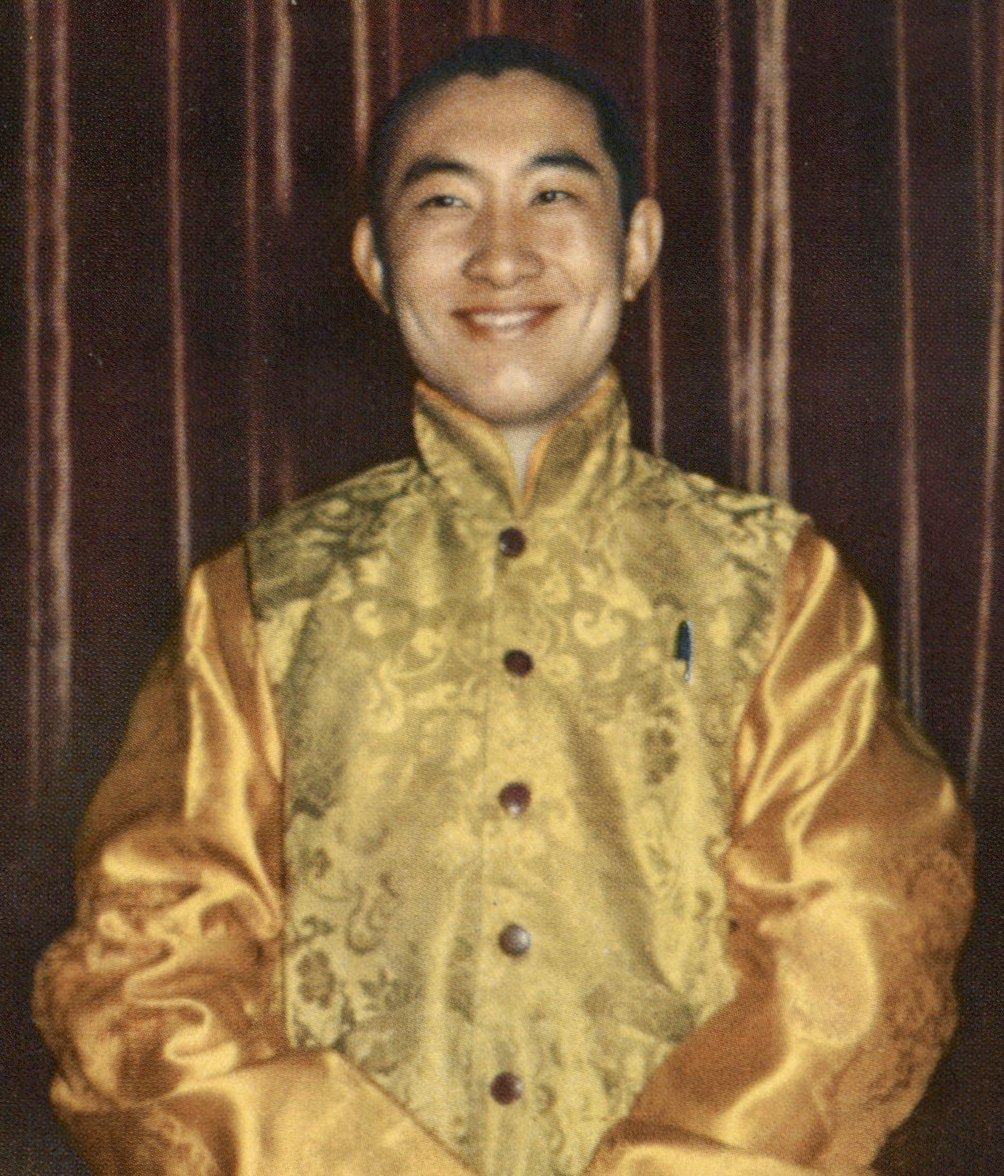

Chökyi Gyaltsen, fullständigt religiöst namn Lobsang Trinley Lhündrub Chökyi Gyaltsen, född som Gonpo Tseten den 19 februari 1938 i Xunhua, Qinghai (Amdo), död den 28 januari 1989 i Shigatse, Tibet, var den tionde Panchen lama och därmed den andre högste ledaren i Gelug-skolan inom den tibetanska buddhismen. Han var en viktig religiös och politisk ledare i Tibet från 1949 fram till sin plötsliga död 1989.

## Barndom och identifiering som Panchen lama
Chökyi Gyaltsen föddes 1938 i det som idag är Xunhua i Qinghai (Amdo) och han fick namnet Gonpo Tseten av sin far Gonpo Tseten och mor Sonam Drolma. Den 3 juni 1949 erkände den nionde Panchen lamas ämbetsmän honom som den tionde reinkarnationen av Panchen lama och han fick i denna egenskap det religiösa namnet Chökyi Gyaltsen. Han kröntes den 11 juni 1949 i Amdo i kinesiska ämbetsmäns närvaro, då Kinas nationalistiska regering godkänt honom som Panchen lama. De tibetanska myndigheterna i Lhasa vägrade emellertid att erkänna honom, eftersom Panchen Lamas följe inte låtit honom undergå de traditionella proven, och Lhasa utsåg en egen inkarnation av Panchen lama.
Kort därefter flydde den nationalistiska regeringen till Taiwan och kommunisterna utropade Folkrepubliken Kina i Peking den 1 oktober 1949. Den nya regeringen erkände Chökyi Gyaltsen som Panchen lama och Chökyi Gyaltsens följe sände ett gratulationstelegram till den nya folkrepublikens ledare, Mao Zedong och Zhu De. Först sedan den nyupprättade Folkrepubliken Kina tvingat Tibets regering att skriva på sjuttonpunktsöverenskommelsen 1951 erkände Dalai lama Chökyi Gyaltsen som den tionde Panchen lama.

## Lokal politiker i Tibet

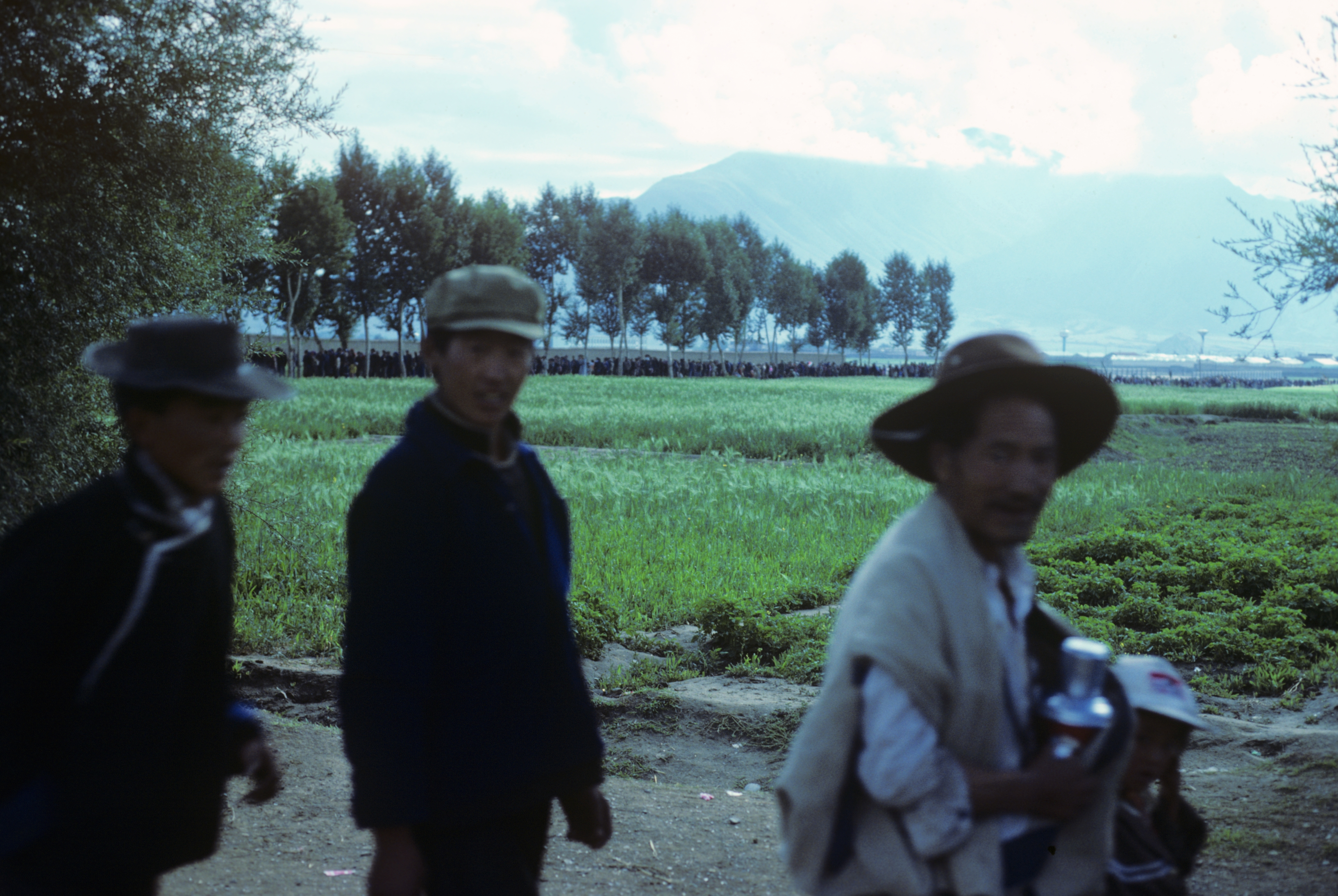
Tibetaner står i kö för att bli välsignade av Panchen lama 1987

I september 1954 bjöds Panchen lama och Dalai lama till Peking av centralregeringen för att delta i den första Nationella Folkkongressen. Under sitt besök fick de träffa en rad kinesiska kommunistiska ledare för första gången, som Mao Zedong, Zhou Enlai och Chen Yi.
År 1956 bjöd ett indiskt buddhistiskt sällskap Dalai lama och Panchen lama att resa till Indien för att fira Buddha Jayanti, det vill säga 2 500 årsminnet av den historiska Buddhas födelse. Efter viss tvekan tillät de kinesiska myndigheterna dem att resa till Indien i november samma år, där de fick besöka flera indiska heliga platser och fick träffa den indiske premiärministern Jawaharlal Nehru. Panchen lama återvände i januari 1957, medan Dalai lama stannade kvar i Indien i två månader till.
När det tibetanska upproret bröt ut i Lhasa i mars 1959 uttalade Panchen lama och hans följe sitt stöd för den kinesiska regeringen. När Dalai lama flydde till Indien samma år efterträdde Panchen lama honom som ordförande i den "Förberedande kommittén för den autonoma regionen Tibet". Den reella makten över reformprogrammet var dock i händerna på den lokala partikommittén för Kinas kommunistiska parti.

## Panchen lama faller i onåd
Efter att ha blivit uppmärksammad på det utbredda missnöjet med det kinesiska styret författade Panchen lama en rapport på 70.000 tecken, som han lade fram till premiärminister Zhou Enlai den 18 maj 1962. Rapporten framförde en lojal kritik mot kommunistpartiets styre i Tibet, vilket enligt Panchen lamas förmenande hotade den tibetanska kulturens överlevnad. Partiledningen ställde sig till en början välvillig till rapporten och Li Weihan, som hade ansvar för partiets minoritetspolitik, drog upp förslag på grundval av Panchen lamas rapport. Vinden vände dock sedan Mao Zedong inlett en kampanj mot "kapitulationism" på centralkommitténs möte i Beidaihe sommaren 1962. Mao beskrev rapporten som en "giftpil som de reaktionära feodalherrarna riktat mot partiet". Panchen lama avskedades från sina positioner och fick tillbringa de följande två åren i isolering i sitt residens i Shigatse.
Inte förrän 18 september 1964 offentliggjordes brytningen mellan Panchen lama och partiet, då den autonoma regionregeringen utsatte honom för offentlig kritik och klasskamp. Han fick sitta i Qinchengfängelset i Peking i nio år och åtta månader och släpptes inte förrän 1977 varefter han fick sitta i husarrest i Peking fram till 1982.
Rapportens innehåll blev dock inte känt förrän 1997, då en kinesisk och engelsk översättning publicerades.

## De sista åren
1979 gifte sig Panchen lama med den hankinesiska medicinstudenten Li Jie i Folkets stora hall och fyra år senare fick paret en dotter, Yabshi Pan Rinzinwangmo. Detta ansågs vara ett kontroversiellt beteende för en lama i Gelug-skolan, vilken ålägger lamor celibat.
Panchen lama utnämndes till en rad olika ämbeten i den centrala kinesiska regeringen och reste även utomlands på officiella uppdrag. Han blev dock inte helt rehabiliterad förrän 1988. Internt fortsatte han att göra sig till talesman för den tibetanska befolkningen och 1987 lyckades han utverka att det tibetanska språket blev officiellt språk i den autonoma regionen Tibet.
Den 17 januari 1989 höll Panchen lama ett tal, där han uppmanade den kinesiska regeringen att samarbeta med Dalai lama i styret av Tibet och sade att "sedan befrielsen har det verkligen skett en utveckling, men det pris som betalats för detta har varit högre än vinningarna." Detta blev han sista framträdande då han plötsligt avled i vad som sades vara en hjärtattack den 28 januari. Många tibetaner misstänker att den dåvarande partichefen i Kina, Hu Jintao, låg bakom det plötsliga dödsfallet.
Panchen lamas död ledde till en fortsatt konflikt mellan den kinesiska regeringen och Dalai lamas exilregering i Dharamsala, då dessa inte kunde enas om en efterträdare. Idag finns det därför två pojkar som anses vara Chökyi Gyaltsens reinkarnation.